# Gallikós (Kilkís)
Gallikós, en grec moderne : Γαλλικός, est un village et un ancien dème de Macédoine-Centrale en Grèce. Depuis 2010, il fait partie du dème de Kilkís.
Selon le recensement de 2011, la population du dème compte 6 343 habitants tandis que celle du village s'élève à 969 habitants.
La localité tire son nom du fleuve éponyme (en) la traversant.